# Pałac Administracyjny w Suczawie
Pałac Administracyjny (rum. Palatul Administrativ) – budynek użyteczności publicznej znajdujący się w rumuńskim mieście Suczawa, przy Strada Ștefan cel Mare 36. Obecnie pełni funkcję siedziby okręgu Suczawa.

## Historia
Budowę gmachu rozpoczęto w roku 1903, podczas kadencji burmistrza Franza Des Logesa, według projektu Petera Paula Branga. W 1904 do budynku przeniosła się siedziba urzędu miasta Suczawy, w następnych latach z pałacu korzystała m.in. policja, kasa oszczędności i muzeum historyczne, a wieża pełniła funkcję przeciwpożarowej wieży obserwacyjnej. Wzniesiono go na planie litery L, podczas rozbudowy w latach 60. nadano mu rzut prostokąta.
6 marca 2021 pożar zniszczył dach oraz część sal na dwóch wyższych piętrach. Akcja gaśnicza trwała około 7 godzin, wzięły w niej udział co najmniej 23 wozy strażackie. Naprawa zniszczeń ma trwać do roku 2025, prace remontowe dofinansowało m.in. rumuńskie Ministerstwo Rozwoju, Robót Publicznych i Administracji.

## Architektura
Budynek neobarokowy, trójkondygnacyjny. W zachodnią elewację wbudowana jest wieża zegarowa, w której ulokowano główne wejście do gmachu. Południowy narożnik przyjmuje formę wielobocznej wieży zawieszonej nad chodnikiem. Budynek składa się z 72 pomieszczeń.

## Galeria

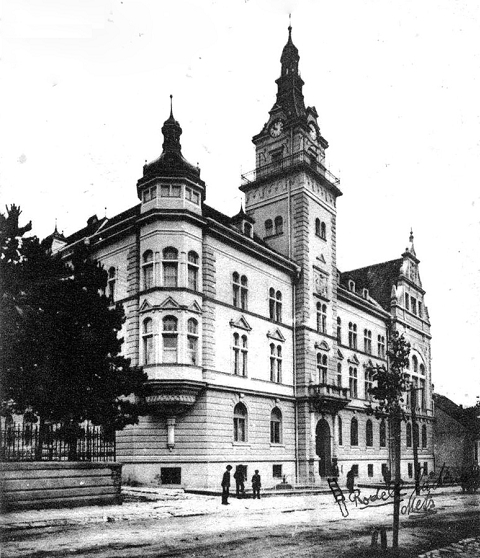
Pałac w dwudziestoleciu międzywojennym
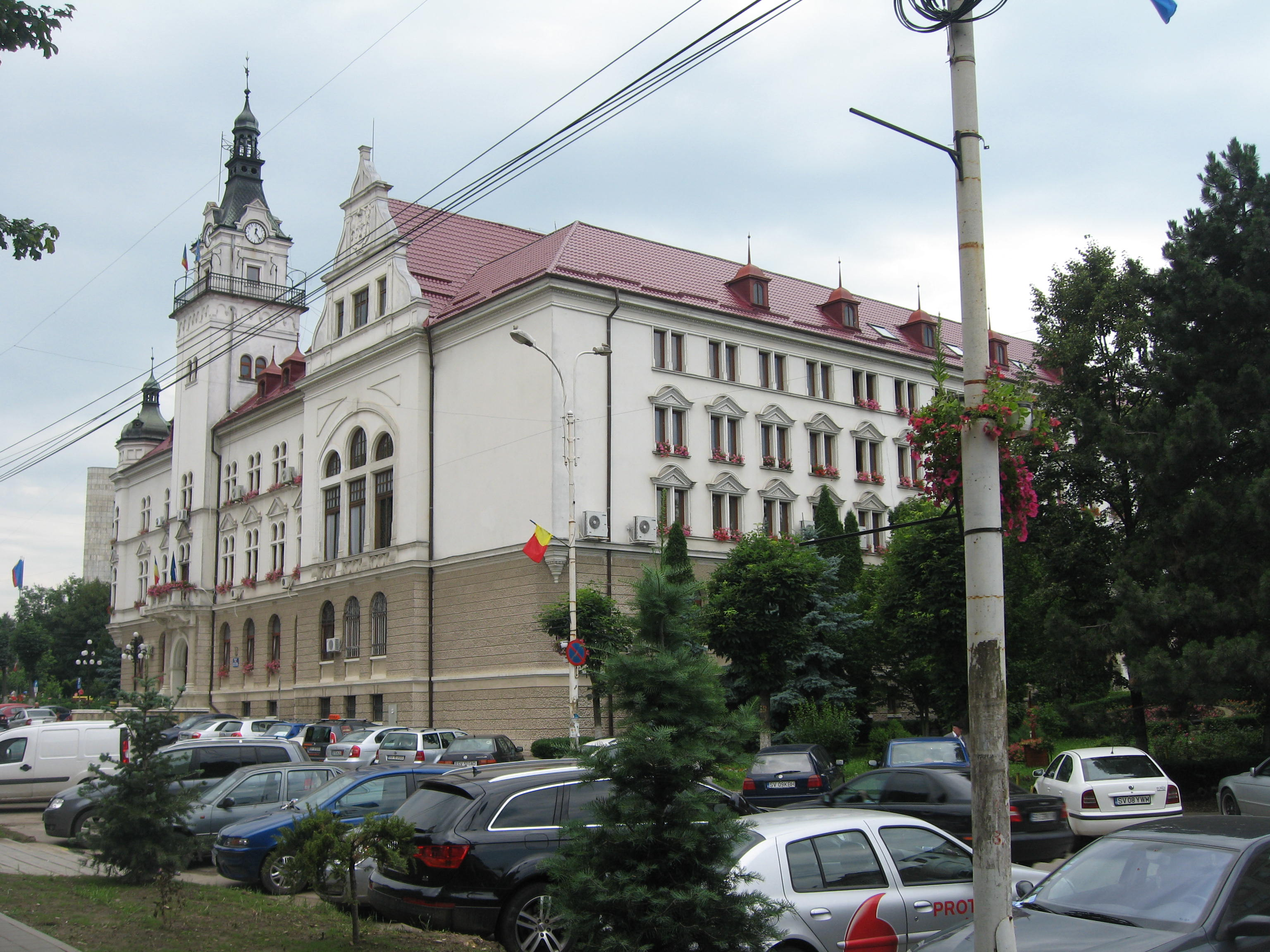
Widok z północnego wschodu
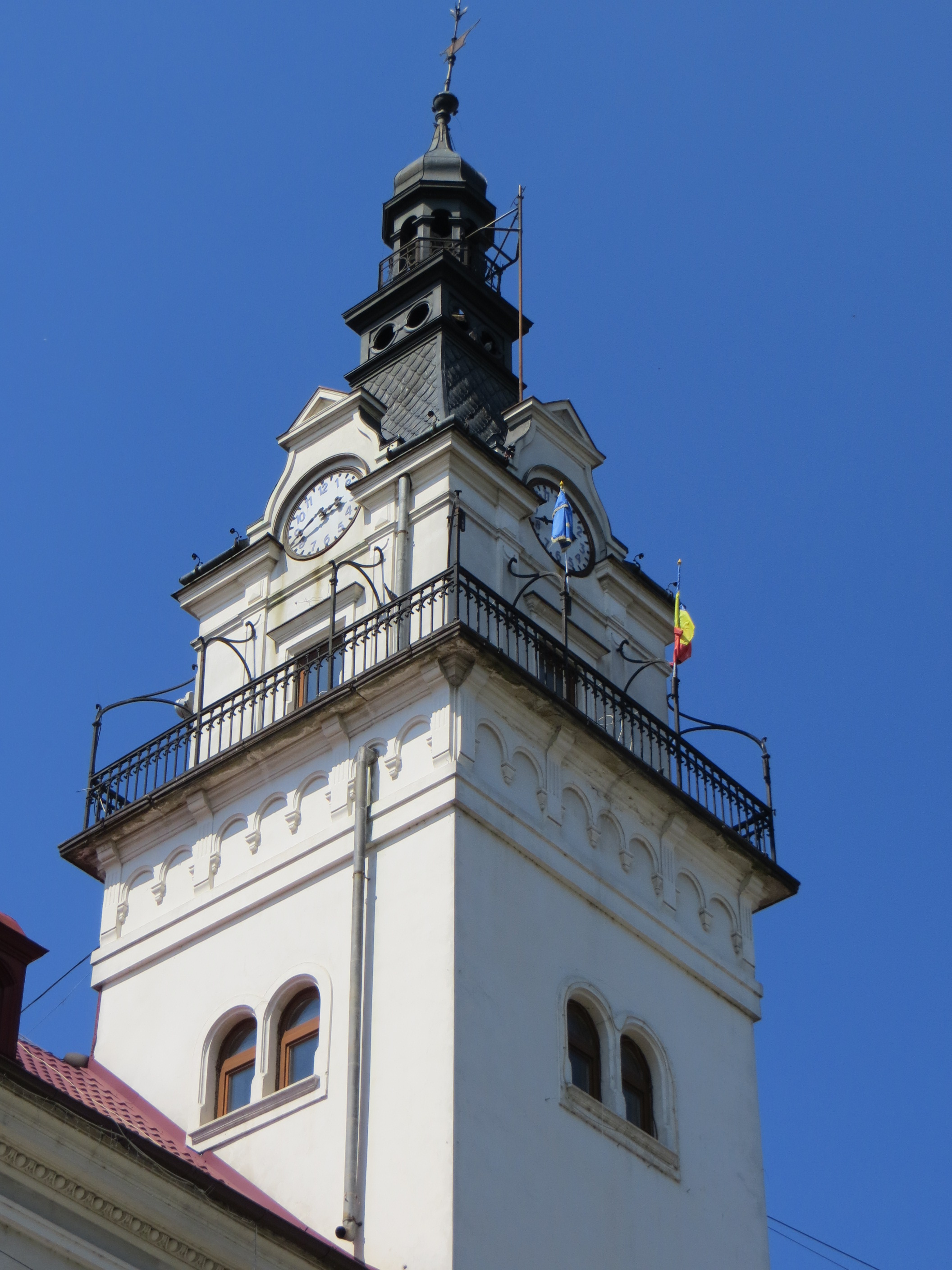
Wieża
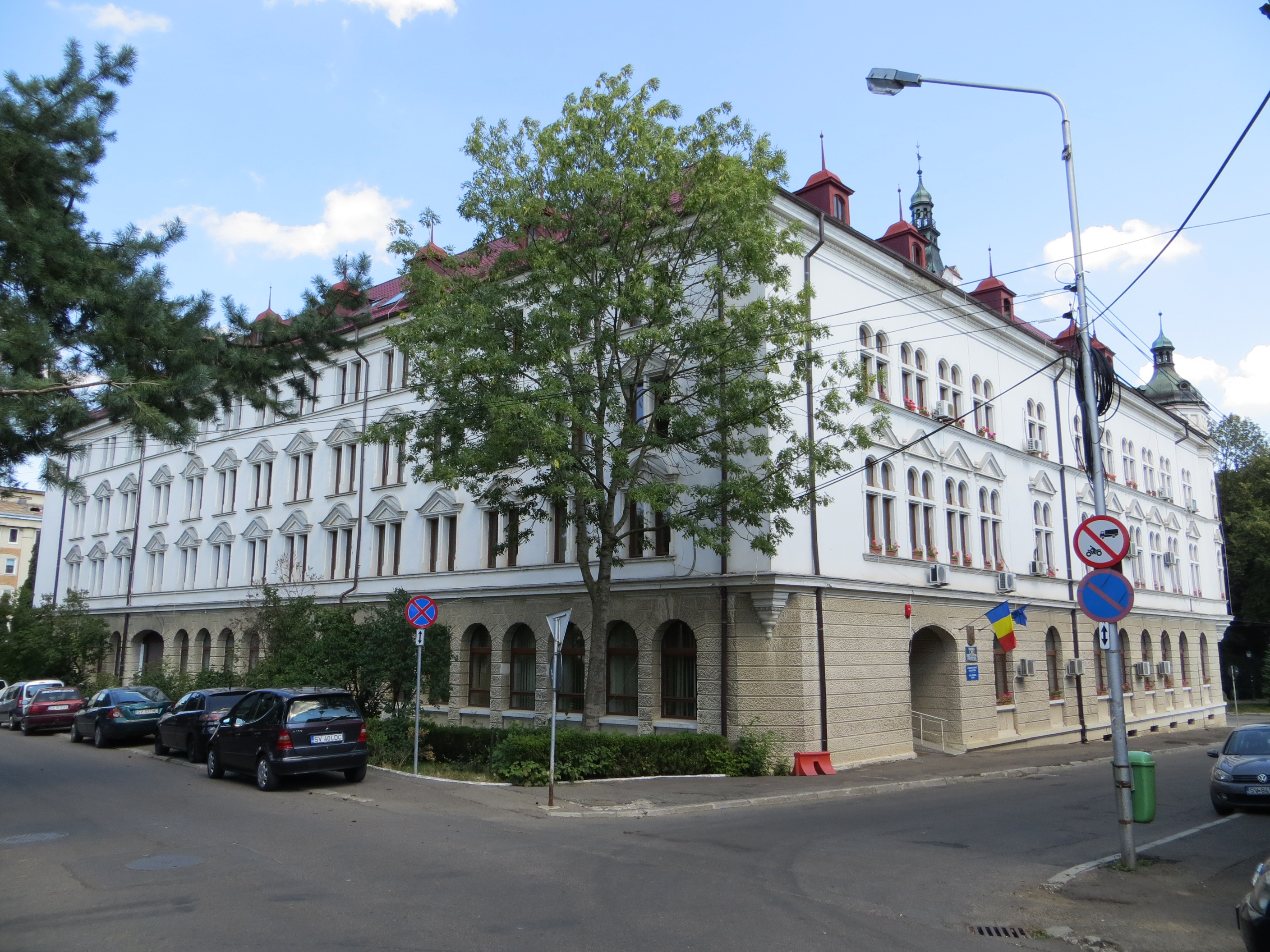
Widok z zachodu
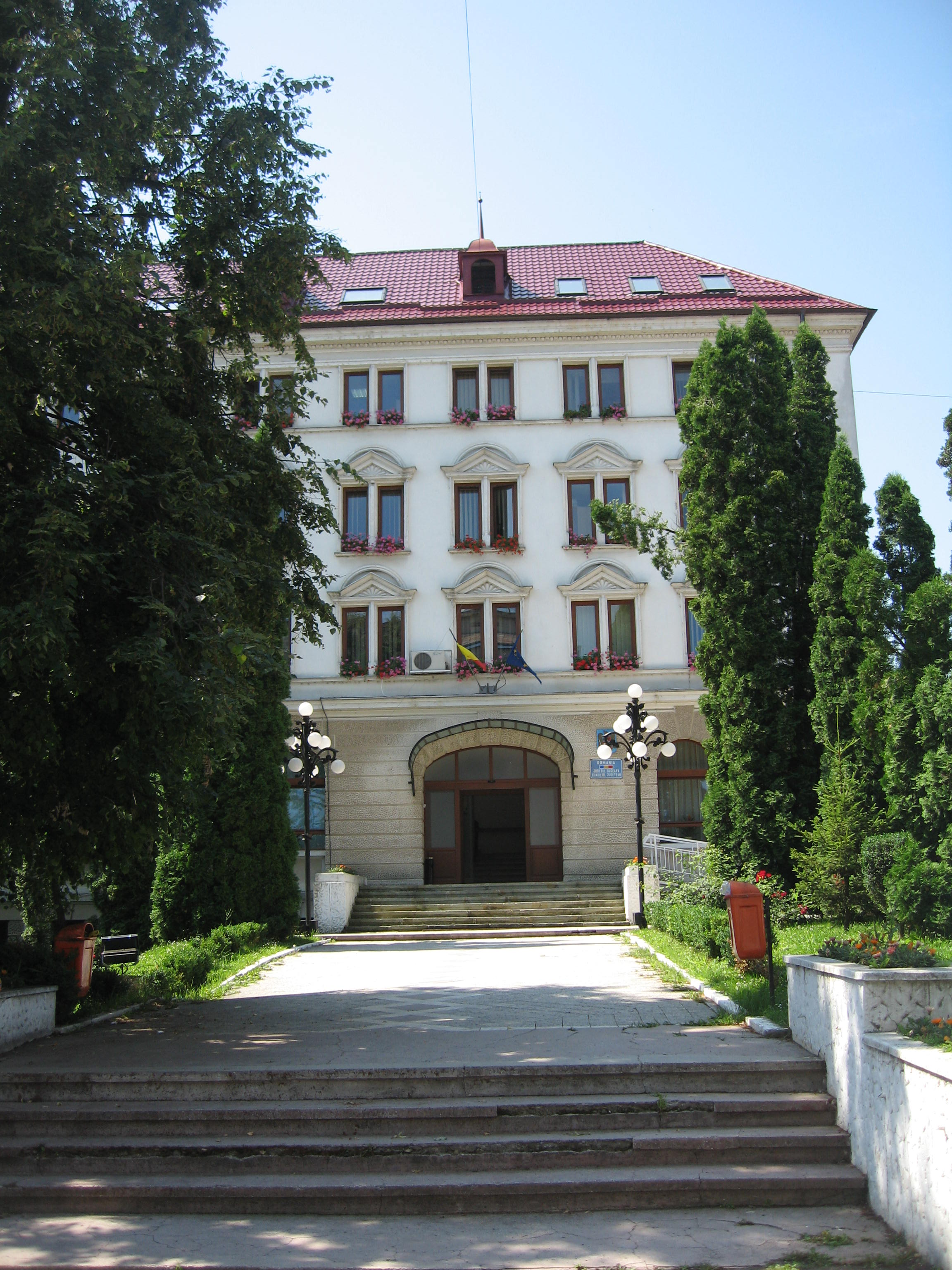
Północne wejście
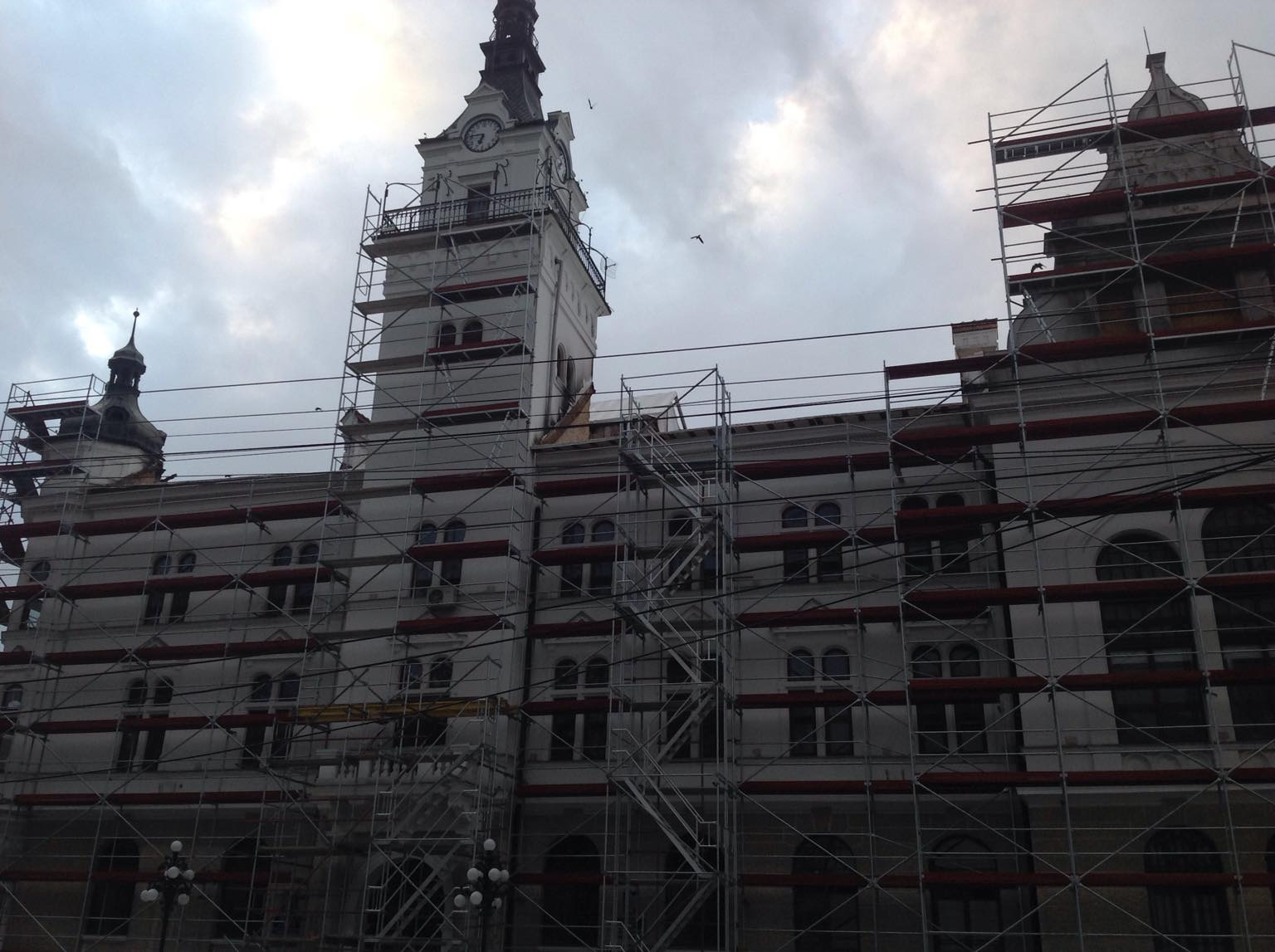
Prace remontowe po pożarze, 2023